# 特罗瓦
特罗瓦，是西班牙拉里奥哈自治区的一个市镇。总面积9平方公里，总人口31人（2001年），人口密度3人/平方公里。